# Супутнє садіння

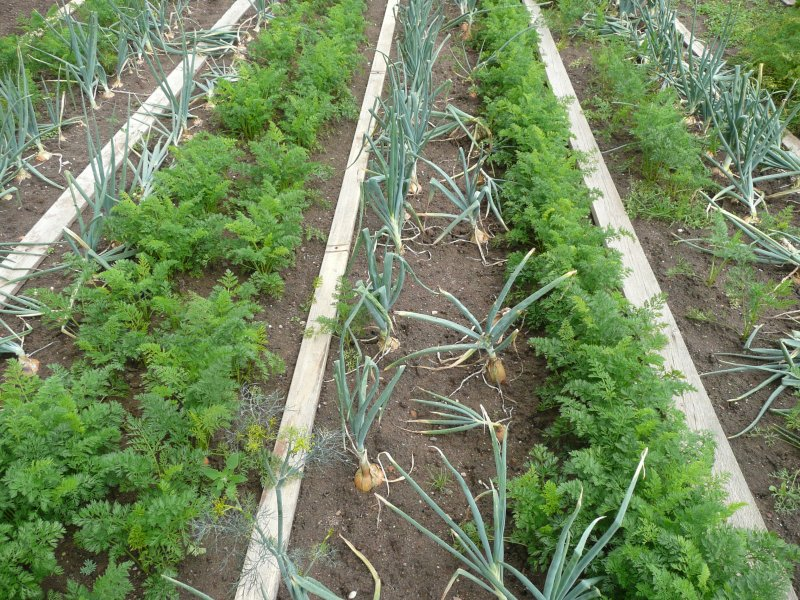
Супутнє садіння моркви та цибулі. Запах цибулі відлякує кореневу муху моркви, а запах моркви — цибулеву муху.

Супутнє садіння в садівництві та сільському господарстві — це посадка поруч різних культур з будь-якої причини, включаючи боротьбу зі шкідниками, запилення, забезпечення середовищем існування корисних комах, максимальне використання простору та збільшення врожайності сільськогосподарських культур. Супутнє садіння — це форма полікультури.
Супутнє садіння використовується фермерами та садівниками як у промислово розвинених країнах, так і в країнах, що розвиваються, з багатьох причин. Багато сучасних принципів супутньої посадки застосовувалися багато століть тому в котеджних садах в Англії та лісових садах в Азії та тисячі років тому в Месоамериці.

## Історія
У Китаї папороті комарів (Azolla spp.) використовуються принаймні тисячу років як рослини-супутники для посіву рису. Вони дають притулок ціанобактеріям, що поглинають азот з атмосфери, і також блокують світло від рослин, які конкурують з рисом.
Супутнє садіння в різних формах практикували корінні жителі Америки до приходу європейців. Ці народи окультурили гарбузи 8.000–10.000 років тому, потім кукурудзу, а потім звичайну квасолю, розвинувши агротехніку «Три сестри». Кукурудзяне стебло слугувало шпалерою для сходження бобів, боби фіксували азот, приносячи користь кукурудзі, а широке листя рослини кабачків забезпечувало достатню тінь для ґрунту, зберігаючи його вологим та родючим.
Супутнє садіння стало дуже популярним в 1970-х роках як частина руху органічного садівництва. Воно заохочувалося з прагматичних міркувань, таких як природні шпалери, але головним чином з думкою, що різні види рослин можуть краще рости, перебуваючи поруч. Це також засіб, який часто використовується в пермакультурі разом з мульчуванням, полікультурою та суміщенням культур.

## Механізми
Супутнє садіння може діяти за допомогою різних механізмів, які іноді можна поєднувати.

### Забезпечення поживними речовинами
Бобові, такі як конюшина, забезпечують сполуками азоту інші рослини, такі як трави, фіксуючи азот з повітря симбіотичними бактеріями у їх кореневих бульбочках.
Кульбаби мають довгі стрижневі корені, які доставляють поживні речовини з глибини ґрунту до самої поверхні, приносячи користь сусіднім рослинам, які мають більш дрібне коріння.

### Висаджування культур-пасток
При висаджуванні культур-пасток використовуються допоміжні рослини для відманювання шкідників від основної культури. Наприклад, настурція (Tropaeolum majus) — це харчова рослина деяких гусениць, які харчуються переважно представниками родини капустяних; деякі садівники стверджують, що посадка настурцій навколо капустяних захищає харчові культури від пошкоджень, оскільки яйця шкідників відкладаються переважно на настурцію. Однак, хоча багато пасткових культур успішно відманюють шкідників від цільових культур у невеликих тепличних, садових та польових експериментах, було показано, що лише невелика частина цих рослин зменшує пошкодження шкідниками у великих комерційних масштабах.

### Завада пошуку господарів
Останні дослідження щодо пошуку шкідниками рослин-господарів показали, що летючі шкідники набагато менш успішні, якщо їх рослини-господарі оточені будь-якими іншими рослинами або навіть «рослинами-приманками» із зеленого пластику, картону або будь-якого іншого зеленого матеріалу.
Процес пошуку рослин-господарів відбувається поетапно:
- Перша фаза — це стимуляція запахами, характерними для рослини-господаря. Це змушує комаху спробувати приземлитися на шукану рослину. Але комахи уникають посадки на буру (голу) землю. Тож якщо присутня лише рослина-господар, комахи квазісистематично знайдуть її, просто приземлившись на єдину зелену річ поруч. Це називається (з точки зору комахи) «доречним приземлюванням». Якщо вона здійснює «недоречне приземлювання», вона відлітає на будь-який інший зелений предмет неподалік. Врешті-решт вона залишає територію, якщо є занадто багато «недоречних» приземлень.[18]
- Другий етап виявлення рослини-господаря полягає в тому, щоб комаха здійснювала короткі перельоти від листа до листа, щоб оцінити загальну придатність рослини. Кількість перельотів від листа до листа варіюється залежно від виду комах та від стимулятора рослини-господаря, отриманого від кожного листа. Комаха повинна накопичити достатню кількість стимулів від рослини-господаря для відкладання яєць; тому вона повинна здійснити певну кількість послідовних «доречних» приземлень. Отже, якщо вона здійснює «недоречне приземлювання», оцінка цієї рослини виявляється негативною, і комаха повинна розпочати процес заново.[18]

Таким чином, було показано, що конюшина, що використовується як ґрунтовий покрив, чинила такі ж завади восьми видам шкідників з чотирьох різних загонів комах. Експеримент показав, що 36% кореневих мух капусти відкладали яйця поряд з капустою, що росла в оголеному ґрунті (і зрештою не дала врожаю), у порівнянні з лише 7 % біля капусти, що росла в конюшині (і зрештою дала хороший врожай). Прості приманки з зеленого картону також заважали доречним приземлюванням так само добре, як і живий ґрунтовий покрив.

### Придушення шкідників
Деякі рослини-супутники (компаньйони) допомагають запобігти пошкодженню врожаю комахами-шкідниками або патогенними грибами за допомогою хімічних засобів. Наприклад, вважається, що запах листя чорнобривців стримує попелицю від живлення сусідніми рослинами. Дослідження 2005 року показало, що фітонциди олії, видобуті з мексиканських чорнобривців вакуумною дистиляцією, зменшили відтворення трьох видів попелиці (горохова попелиця, зелена персикова попелиця та теплична та картопляна попелиця) на 100 % через 5 днів після впливу.

### Приваблення хижаків
Рослини-супутники (компаньйони), які виробляють рясний нектар або пилок на городі (комахові рослини), можуть сприяти заохоченню більшої популяції корисних комах, які контролюють шкідників, оскільки деякі корисні хижі комахи споживають шкідників лише у формі личинок і в дорослому віці харчуються нектаром чи пилком. Наприклад, чорнобривці з простими квітами приваблюють нектаром дорослих повисюхових мух, личинки яких є хижаками попелиці.

### Захисне укриття

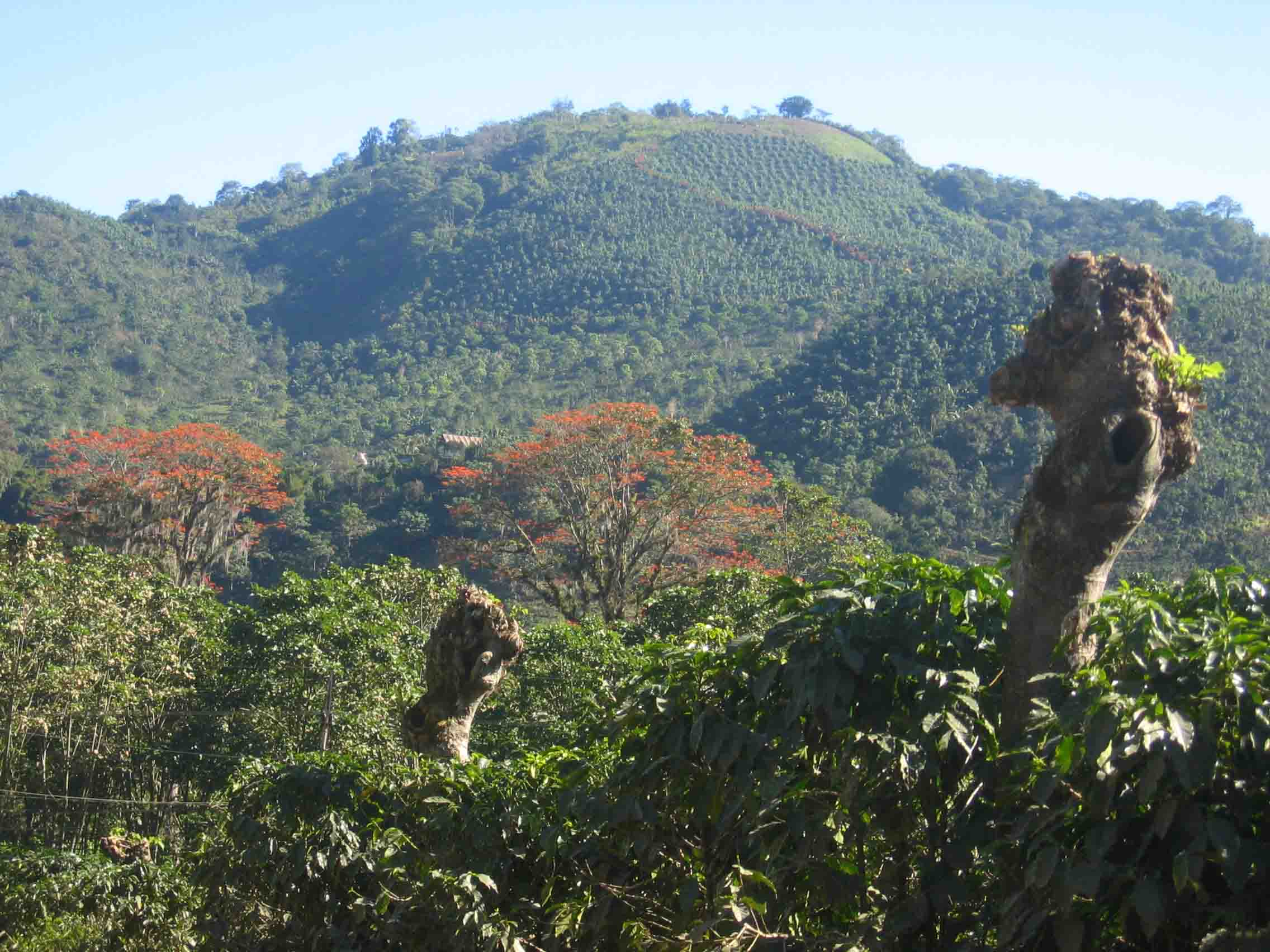
Тіньова плантація кави в Коста-Риці. Червоні дерева на задньому плані створюють тінь; ті, що на передньому плані, були обрізані, щоб забезпечити перебування кави на повному осонні.

Деякі сільськогосподарські культури вирощують під захисним укриттям різних видів рослин, чи то лісосмуги або для затінення. Наприклад, кава, вирощена в затінку, особливо Coffea arabica, традиційно вирощується у легкому затінку, створюваному окремими деревами з напівпрозорою кроною, які пропускають світло до кавових кущів, але захищають їх від перегріву. Відповідні азійські дерева включають Erythrina subumbrans (Tton tong або dadap), Gliricidia sepium (khae falang), Cassia siamea (khi lek), Melia azedarach (khao dao sang) і Павловнія, що дає гарну деревину.

## Системи
Системи, які використовуються або випробовуються, включають:
Садівництво за принципом квадратного фута намагається захистити рослини від багатьох звичайних проблем у садівництві, таких як зараження бур'янами, ущільнюючи їх якомога ближче одну до одної. Воно полегшується при використанні рослин-супутників, які можуть рости ближче одна до одної, ніж це зазвичай буває з іншими рослинами.
Лісове садівництво, де рослини-супутники змішуються, щоб створити справжню екосистему, імітує взаємодію до семи рівнів рослин у лісі чи рідколіссі.
В органічному садівництві часто використовується супутнє садіння, оскільки багато інших засобів удобрення, зменшення бур'янів та боротьби зі шкідниками заборонені.

## Зовнішні посилання
- Змішані посадки: таблиця сумісності рослин
- Ущільнені посадки в теплиці
- Сіємо густо картоплю та капусту: технологія ущільнених посівів
- Ущільнені посадки овочів - схеми і сумісність
- Національна садівнича асоціація — таблиця рослин-супутників та суміщення культур [Архівовано 7 жовтня 2016 у Wayback Machine.]
- Companion Planting  [Архівовано 15 серпня 2021 у Wayback Machine.]